# Liste der denkmalgeschützten Objekte in Göstling an der Ybbs
Die Liste der denkmalgeschützten Objekte in Göstling an der Ybbs enthält die 41 denkmalgeschützten, unbeweglichen Objekte der niederösterreichischen Marktgemeinde Göstling an der Ybbs.

## Denkmäler
| Foto |                 | Denkmal | Standort                                                 | Beschreibung | Metadaten |
| ---- | --------------- | --- | -------------------------------------------------------- | --- | --- |
| ja   | Datei hochladen | Fürstenhaus bzw. ehem. Rothschild’sches Kinderasyl HERIS-ID: 23358 Objekt-ID: 19710                                                                                | Göstling 1 Standort KG: Göstling                         | Das Haus wurde 1305 erstmals urkundlich erwähnt. Sein Erscheinungsbild als zweigeschoßiger Baublock mit hakenförmigem Grundriss und zweigeschoßigem Schopfwalmdach entstand im 17. Jahrhundert. Von 1731 bis 1864 war es im Besitz einer Familie Fürst und ab 1878 beherbergte es im Rahmen einer Stiftung von Bettina Rothschild ein Kinderheim für Forstarbeiterkinder. 1950 kam es in den Besitz der Gemeinde. | BDA-Hist.: Q37875885 Status: § 2a Stand der BDA-Liste: 2025-06-30 Name: Fürstenhaus bzw. ehem. Rothschildsches Kinderasyl GstNr.: .1/1 |
| ja   | Datei hochladen | Sog. Kellerhaus, Rothschild’sche Forstverwaltung HERIS-ID: 23359 Objekt-ID: 19711                                                                                  | Göstling 3 Standort KG: Göstling                         | Erbaut und bezeichnet 1783, eingeschoßiger traufständiger Bau mit Schopfwalmdach | BDA-Hist.: Q37875899 Status: Bescheid Stand der BDA-Liste: 2025-06-30 Name: Sog. Kellerhaus, Rothschild'sche Forstverwaltung GstNr.: .40 |
| ja   | Datei hochladen | Kriegerdenkmal HERIS-ID: 23376 Objekt-ID: 19728 | gegenüber Göstling 4 Standort KG: Göstling               | Auf dem Dorfplatz befindet sich eine gemauerte Wand mit Gedenktafeln für Kriegsgefallene, darüber in der Mitte ein knieender Mann mit Schwert als Metallplastik. | BDA-Hist.: Q37876029 Status: § 2a Stand der BDA-Liste: 2025-06-30 Name: Kriegerdenkmal GstNr.: 77/2 |
| ja   | Datei hochladen | Ehem. Rothschild’sches Forstamtshaus mit Nebengebäude HERIS-ID: 23360 Objekt-ID: 19712                                                                             | Göstling 5 Standort KG: Göstling                         | Das ehemalige Rothschild’sche Forstamtshaus ist ein zweigeschoßiger spätklassizistischer Bau mit Walmdach. | BDA-Hist.: Q37875911 Status: Bescheid Stand der BDA-Liste: 2025-06-30 Name: Ehem. Rothschild´sches Forstamtshaus mit Nebengebäude GstNr.: 66/6 |
| ja   | Datei hochladen | Pfarrhof HERIS-ID: 23363 Objekt-ID: 19715 | Göstling 11 Standort KG: Göstling                        | Hakenförmiger zweigeschoßiger Bau mit Satteldach, im Kern spätmittelalterlich, mehrfach umgebaut vor allem im 17. Jahrhundert | BDA-Hist.: Q37875921 Status: § 2a Stand der BDA-Liste: 2025-06-30 Name: Pfarrhof GstNr.: .13 Pfarrhof Göstling an der Ybbs |
| ja   | Datei hochladen | Pfarrstöckl, sog. Karner HERIS-ID: 23364 Objekt-ID: 19716 | bei Göstling 11 Standort KG: Göstling                    | Das turmartige Pfarrstöckl, ein dreigeschoßiger Bau mit schindelgedecktem Schopfwalmdach, verfügt über einen spätmittelalterlichen Kern und wurde 1588 teilweise erneuert. | BDA-Hist.: Q37875933 Status: § 2a Stand der BDA-Liste: 2025-06-30 Name: Pfarrstöckl, sog. Karner GstNr.: .20/1 Pfarrstöckl Göstling an der Ybbs |
| ja   | Datei hochladen | Faßziehhammerhaus HERIS-ID: 23368 Objekt-ID: 19720 | Göstling 19 Standort KG: Göstling                        | Ehemaliges Hammerherrenhaus, urkundlich 1538, ab 1877 Brauerei, in der Substanz 4. Viertel des 16. Jahrhunderts, zweigeschoßiger Bau unter Schopfwalmdach mit überhöhtem Giebel, Seitenrisalit | BDA-Hist.: Q37875957 Status: Bescheid Stand der BDA-Liste: 2025-06-30 Name: Faßziehhammerhaus GstNr.: .28/1 |
| ja   | Datei hochladen | Gasthof Zur blauen Traube mit Wirtschaftsgebäude HERIS-ID: 23369 Objekt-ID: 19721                                                                                  | Göstling 22 Standort KG: Göstling                        | Im Kern 16.–17. Jahrhundert, zweigeschoßig mit steilem Gaupenwalmdach und Seitenrisalit, Fassade bezeichnet 1820 | BDA-Hist.: Q37875970 Status: Bescheid Stand der BDA-Liste: 2025-06-30 Name: Gasthof Zur blauen Traube mit Wirtschaftsgebäude GstNr.: .50/1 |
| ja   | Datei hochladen | Kath. Pfarrkirche hl. Andreas HERIS-ID: 23357 Objekt-ID: 19709 | bei Göstling 34 Standort KG: Göstling                    | Vermutlich als Filiale der Pfarrkirche Hollenstein an der Ybbs eine Gründung vom Bistum Freising. Urkundlich 1310 selbständige Pfarre. Die heutige spätbarocke Kirche wurde von 1783/1784 bis 1792 neu erbaut. | BDA-Hist.: Q37875859 Status: § 2a Stand der BDA-Liste: 2025-06-30 Name: Kath. Pfarrkirche hl. Andreas GstNr.: .20/1 Pfarrkirche Göstling an der Ybbs |
| ja   | Datei hochladen | Ehem. Herrenhaus Unterbach HERIS-ID: 23371 Objekt-ID: 19723 | Göstling 35 Standort KG: Göstling                        | 1305 urkundlich erwähnt, im Kern 16. Jahrhundert, hakenförmiger zweigeschoßiger Bau mit Schopfwalmdach, nachbiedermeierliche Fassade | BDA-Hist.: Q37875983 Status: Bescheid Stand der BDA-Liste: 2025-06-30 Name: Ehem. Herrenhaus Unterbach GstNr.: .71/2 |
| ja   | Datei hochladen | Rathaus HERIS-ID: 23372 Objekt-ID: 19724 | Göstling 41 Standort KG: Göstling                        | Ursprünglich aus der Remise des urkundlich 1558 erwähnten „Backhauses“ hervorgegangen. Umbauten erfolgte 1881/82 durch Heinrich Schmidt und 1939. | BDA-Hist.: Q37875996 Status: § 2a Stand der BDA-Liste: 2025-06-30 Name: Rathaus GstNr.: .12/2 Rathaus Göstling an der Ybbs |
| ja   | Datei hochladen | Ehem. Feuerwehrdepot, ehem. Stall HERIS-ID: 23374 Objekt-ID: 19726                                                                                                 | Göstling 46 Standort KG: Göstling                        | Das ehemalige Feuerwehrdepot ist großteils umgebaut und wird kommerziell genutzt. | BDA-Hist.: Q37876016 Status: Bescheid Stand der BDA-Liste: 2025-06-30 Name: Ehem. Feuerwehrdepot, ehem. Stall GstNr.: 79/1 |
| ja   | Datei hochladen | Nepomukstatue (Nepomukkapelle) HERIS-ID: 23378 Objekt-ID: 19730 | bei Göstling 74 Standort KG: Göstling                    | In der 1729 errichteten Kapelle an der südlichen Ortsausfahrt steht auf einem Piedestal eine Statue des hl. Johannes Nepomuk aus dem Jahr 1910. | BDA-Hist.: Q37876051 Status: Bescheid Stand der BDA-Liste: 2025-06-30 Name: Nepomukstatue (Nepomukkapelle) GstNr.: 876/6 |
| ja   | Datei hochladen | Bildstock HERIS-ID: 23380 Objekt-ID: 19732 | gegenüber Göstling 134 Standort KG: Göstling             | | BDA-Hist.: Q37876076 Status: § 2a Stand der BDA-Liste: 2025-06-30 Name: Bildstock GstNr.: 4/35 |
| ja   | Datei hochladen | Wegkapelle HERIS-ID: 23381 Objekt-ID: 19733 | Göstling 150, in der Nähe Standort KG: Göstling          | Die Wegkapelle am nordwestlichen Ortsrand von Göstling wurde um 1695 erbaut und 1968 renoviert. | BDA-Hist.: Q37876086 Status: § 2a Stand der BDA-Liste: 2025-06-30 Name: Wegkapelle GstNr.: 8/2 |
| ja   | Datei hochladen | Straßenbrücke, Ybbsbrücke HERIS-ID: 110813 Objekt-ID: 128565 | Steinbachmauer 32 Standort KG: Göstling                  | Anmerkung: Die Ybbsbrücke verbindet die Katastralgemeinden Steinbachmauer und Göstling über die Ybbs. | BDA-Hist.: Q37820874 Status: § 2a Stand der BDA-Liste: 2025-06-30 Name: Straßenbrücke, Ybbsbrücke GstNr.: 866/1 |
| ja   | Datei hochladen | Bauernhof Schmidlehen (Wohnhaus und Kasten) HERIS-ID: 23385 Objekt-ID: 19738                                                                                       | Stixenlehen 9 Standort KG: Göstling                      | Das Schmidlehen (auch Schmiedlehen) in Stixenlehen ist ein ehemaliges Hammerherrenhaus aus dem 17. Jahrhundert. Der zweigeschoßige Bau hat ein Schopfwalmdach und einen Mittelflur, eine faschengerahmte Rieselputzfassade mit Quastenbänderstuck um die Fenster und ein Korbbogenportal aus dem Jahre 1830. Teilweise liegt die Sgraffitodekoration aus der Bauzeit frei. Der Kasten ist ein zweigeschoßiger Bau mit einem Satteldach, dessen Giebel Sgraffitobänder trägt und eine Inschrift. Der Kasten ist mit 1712 bezeichnet.                                                     | BDA-Hist.: Q37876110 Status: Bescheid Stand der BDA-Liste: 2025-06-30 Name: Bauernhof Schmidlehen (Wohnhaus und Kasten) GstNr.: .61/1 |
| ja   | Datei hochladen | Straßenbrücke HERIS-ID: 32229 Objekt-ID: 29298 | bei Ybbssteinbach 11 Standort KG: Göstling               | Anmerkung: Die Brücke verbindet die Katastralgemeinden Ybbssteinbach und Göstling über den Steinbach. | BDA-Hist.: Q37946927 Status: § 2a Stand der BDA-Liste: 2025-06-30 Name: Straßenbrücke GstNr.: 868/4 |
| ja   | Datei hochladen | Kalvarienberg HERIS-ID: 23377 Objekt-ID: 19729 | Standort KG: Göstling                                    | Die 15 Stationen des Kalvarienbergs von Göstling an der Ybbs wurden um 1735 geschaffen, die aus Schmiedeeisen gefertigten Gitter 1777. Die zwölfte Station, breiter als die anderen, zeigt den gekreuzigten Jesus und die beiden Schächer. | BDA-Hist.: Q37876042 Status: § 2a Stand der BDA-Liste: 2025-06-30 Name: Kalvarienberg GstNr.: 183 |
| ja   | Datei hochladen | Figurenbildstock hl. Johannes Nepomuk HERIS-ID: 23379 Objekt-ID: 19731                                                                                             | Standort KG: Göstling                                    | Der Nepomuk-Bildstock an der östlichen Brücke über die Ybbs stammt aus dem Jahr 1775. | BDA-Hist.: Q37876062 Status: Bescheid Stand der BDA-Liste: 2025-06-30 Name: Figurenbildstock hl. Johannes Nepomuk GstNr.: 82/5 |
| ja   | Datei hochladen | Sog. Kasten des Seisenhofes HERIS-ID: 23391 Objekt-ID: 19744 | bei Hochreit 12 Standort KG: Hochreith                   | Der Doppelkasten aus dem 1. Viertel des 17. Jahrhunderts gehört zum Seisenhof, einem Haufenhof in Seisenbachau, und ist zweigeschoßig mit Sgraffiti aus diamantierten Ortquadern und Bändern. | BDA-Hist.: Q37876124 Status: Bescheid Stand der BDA-Liste: 2025-06-30 Name: Sog. Kasten des Seisenhofes GstNr.: .62, .63 |
| ja   | Datei hochladen | Wohnhaus HERIS-ID: 23398 Objekt-ID: 19751 | Großegg 5 Standort KG: Lassing                           | Das zweigeschoßige „Jägerhaus“ stammt im Kern aus dem 19. Jahrhundert und ist mit einem Satteldach gedeckt. Der gegenüber stehende ehemalige Stalltrakt ist eingeschoßig mit Schopfwalmdach und einem Futterboden und stammt aus dem 19. Jahrhundert. | BDA-Hist.: Q37876179 Status: § 2a Stand der BDA-Liste: 2025-06-30 Name: Wohnhaus GstNr.: 22/2 |
| ja   | Datei hochladen | Ehem. Hammerherrenhaus HERIS-ID: 23397 Objekt-ID: 19750 | Großegg 5, in der Nähe Standort KG: Lassing              | | BDA-Hist.: Q37876167 Status: § 2a Stand der BDA-Liste: 2025-06-30 Name: Ehem. Hammerherrenhaus GstNr.: .14 |
| ja   | Datei hochladen | Schmiedehammer (Esse mit Pyramidenschlot) HERIS-ID: 23399 Objekt-ID: 19752                                                                                         | bei Großegg 7 Standort KG: Lassing                       | Das ehemalige Hammerwerk besteht aus einem eingeschoßigen Wohnhaus vom Anfang des 19. Jahrhunderts mit einem Satteldach, einer aufgedoppelten Haustüre und einer Kerbschnittbalkendecke (mit 1808 bezeichnet), der danebenliegenden Esse mit einem turmartigen Pyramidenschlot aus Bruchsteinmauerwerk mit Ortsteinen um 1800 (?), und dem ehemaligen Stall mit einem Futterboden in verbretterter Ständerbauweise aus der 1. Hälfte des 19. Jahrhunderts. | BDA-Hist.: Q37876196 Status: § 2a Stand der BDA-Liste: 2025-06-30 Name: Schmiedehammer (Esse mit Pyramidenschlot) GstNr.: 15 |
| ja   | Datei hochladen | Pfarrhof HERIS-ID: 23401 Objekt-ID: 19754 | Lassing 30 Standort KG: Lassing                          | Der Pfarrhof wurde 1786/88 erbaut, er ist eingeschoßig mit einem steilen Walmdach und Gaupen, und hat schmiedeeiserne Fensterkörbe aus der Bauzeit und ein historistisches Türblatt zum Mittelflur. | BDA-Hist.: Q37876209 Status: § 2a Stand der BDA-Liste: 2025-06-30 Name: Pfarrhof GstNr.: .26 |
| ja   | Datei hochladen | Kath. Pfarrkirche hl. Laurentius HERIS-ID: 23393 Objekt-ID: 19746                                                                                                  | gegenüber Lassing 31 Standort KG: Lassing                | 1786 wurde die Pfarre Mendling zu Lassing gegründet. Die Kirche wurde von 1786 bis 1788 erbaut. 1896 war ein Brand. 1900 wurde die Kirche restauriert und der Turm anstelle eines Dachreiters erbaut. Der Josephinische Saalbau mit einem eingezogenen Chor hat den vorgestellten Turm links an der Westfront. Der Hochaltar als marmornes Säulenretabel aus dem zweiten Viertel des 18. Jahrhunderts wurde als ehemaliger Seitenaltar der Kartäuserkirche Gaming 1784 hierher übertragen.                                                                                              | BDA-Hist.: Q37876141 Status: § 2a Stand der BDA-Liste: 2025-06-30 Name: Kath. Pfarrkirche hl. Laurentius GstNr.: .24 Pfarrkirche Mendling zu Lassing |
| ja   | Datei hochladen | Bürgerhaus, sog. Schnallenhaus HERIS-ID: 23402 Objekt-ID: 19755 | Mendling 3 Standort KG: Lassing                          | | BDA-Hist.: Q37876224 Status: Bescheid Stand der BDA-Liste: 2025-06-30 Name: Bürgerhaus, sog. Schnallenhaus GstNr.: .86/1 |
| ja   | Datei hochladen | Ehem. Gasthof Zur Steirischen Grenze HERIS-ID: 23403 Objekt-ID: 19756seit 2015                                                                                     | Mendling 4 Standort KG: Lassing                          | | BDA-Hist.: Q37876240 Status: Bescheid Stand der BDA-Liste: 2025-06-30 Name: Ehem. Gasthof Zur Steirischen Grenze GstNr.: .87/1 |
| ja   | Datei hochladen | Ausnahm, sog. Neuhaus HERIS-ID: 23404 Objekt-ID: 19757seit 2015 | Mendling 5 Standort KG: Lassing                          | | BDA-Hist.: Q37876259 Status: Bescheid Stand der BDA-Liste: 2025-06-30 Name: Ausnahm, sog. Neuhaus GstNr.: .96 |
| ja   | Datei hochladen | Hammerherrenhaus, Hammerwerk, Wagenremise, Mühle, Schmiede und Backhaus HERIS-ID: 23405 Objekt-ID: 19758seit 2015                                                  | Mendling 6 Standort KG: Lassing                          | Die Geschichte dieses Hammerwerksensembles reicht bis in das 16. Jahrhundert zurück. Es besteht im Wesentlichen aus zwölf Gebäuden, darunter das eigentliche Hammerwerk, der ehemalige Kohlbarren (später als Wagenremise und Geräteschuppen adaptiert), die Mühle, die Schmiede, das Arbeiterwohnhaus, das Backhaus, der Getreidespeicher und ein repräsentatives Herrenhaus. Die Eisenverarbeitung wurde 1905 eingestellt. Vom Hammerwerk selbst sind nur noch Mauerreste und einzelne Fassadenelemente erhalten, andere Teile der Anlage wurden und werden jedoch weiterhin genutzt. | BDA-Hist.: Q64692181 Status: Bescheid Stand der BDA-Liste: 2025-06-30 Name: Hammerherrenhaus, Hammerwerk, Wagenremise, Mühle, Schmiede und Backhaus GstNr.: .92, .93, .94, .95 |
| ja   | Datei hochladen | Holztriftanlage HERIS-ID: 32170 Objekt-ID: 29234seit 2015 | Mendling 6 Standort KG: Lassing                          | Im Mendlingtal befindet sich die letzte funktionsfähige Holztriftanlage Mitteleuropas. Auf einer Strecke von ca. 3 km wurde hier einst Holz von Hof nach Lassing befördert. Der sogenannte Holzweg wurde als Teil der „Erlebniswelt Mendlingtal“ begehbar gemacht. | BDA-Hist.: Q64692182 Status: Bescheid Stand der BDA-Liste: 2025-06-30 Name: Holztriftanlage GstNr.: .98, 320, 321, 322, 323, 327, 475/1 Mendlingbach |
| ja   | Datei hochladen | Ehem. Eisenmauthaus HERIS-ID: 23406 Objekt-ID: 19759 | Mendling 13 Standort KG: Lassing                         | Das ehemalige Eisenmauthaus ist ein Holzblockbau an der steirischen Grenze und stammt aus der Zeit um 1680/1700. Das eingeschoßige Gebäude ist mit Schindeln auf einem Schopfwalmdach gedeckt, hat einen verbretterten Dachgiebel und Klostergitterfenster. Die Nischenkapelle an der Straße, um 1730 erbaut, hat einen durchhängenden Dachgiebel und ein korbbogiges Schmiedeeisengitter mit Bandlwerk. | BDA-Hist.: Q37876279 Status: Bescheid Stand der BDA-Liste: 2025-06-30 Name: Ehem. Eisenmauthaus GstNr.: .110/1 |
| ja   | Datei hochladen | Straßenbrücke, Ybbsbrücke HERIS-ID: 23383 Objekt-ID: 19736 | bei Steinbachmauer 32 Standort KG: Steinbachmauer        | Anmerkung: Die Ybbsbrücke verbindet die Katastralgemeinden Steinbachmauer und Göstling über die Ybbs. | BDA-Hist.: Q37876097 Status: § 2a Stand der BDA-Liste: 2025-06-30 Name: Straßenbrücke, Ybbsbrücke GstNr.: 233/2 |
| ja   | Datei hochladen | Hagenbachaquädukt HERIS-ID: 111556 Objekt-ID: 129467seit 2012 | Standort KG: Ybbssteinbach                               | Die II. Wiener Hochquellenwasserleitung ist eine 183 Kilometer lange Trinkwasser-Versorgungsleitung für die Stadt Wien. Sie wurde auf Betreiben von Karl Lueger errichtet und nach zehnjähriger Bauzeit am 2. Dezember 1910 als II. Kaiser-Franz-Josef-Hochquellenleitung eröffnet. | BDA-Hist.: Q37824865 Status: Bescheid Stand der BDA-Liste: 2025-06-30 Name: Hagenbachaquädukt GstNr.: 381, 122, 368/1, 288, 317/7 |
| ja   | Datei hochladen | 5 Zugangsstollen (25, 28, 29, 30, 31), 5 Kanalbrücken (Lahnbach, Windischbach, Hundsaubach, Almwaldbach, Schreierbach) HERIS-ID: 111555 Objekt-ID: 129466seit 2012 | Standort siehe Beschreibung KG: Ybbssteinbach            | Neben dem Hagenbachaquädukt sind im Gemeindegebiet noch folgende Bauwerke der II. Wiener Hochquellenwasserleitung geschützt: Die Kanalbrücken Lahnbach (Lage), Windischbach (Lage), Hundsaubach (Lage), Almwaldbach (Lage), Schreierbach (Lage) sowie die Zugangsstollen 25 (hier abgebildet, Lage ), 28 (), 29 (Lage), 30 () und 31 (Lage). | BDA-Hist.: Q37824856 Status: Bescheid Stand der BDA-Liste: 2025-06-30 Name: 5 Zugangsstollen (25, 28, 29, 30, 31), 5 Kanalbrücken (Lahnbach, Windischbach, Hundsaubach, Almwaldbach, Schreierbach) GstNr.: 316, 317/1, 95, 339/2, 320/1, 339/1, 366/1, 367 Hochquellenwasserleitung in Göstling an der Ybbs |
| ja   | Datei hochladen | Bauernhaus Großstanglau HERIS-ID: 23409 Objekt-ID: 19762 | Ybbssteinbach 8 Standort KG: Ybbssteinbach               | Das ehemalige Hammerherrenhaus war im 17. Jahrhundert im Besitz des Provianthändlers und Hammermeisters Hanns Stanglauer. | BDA-Hist.: Q37876292 Status: Bescheid Stand der BDA-Liste: 2025-06-30 Name: Bauernhaus Großstanglau GstNr.: .29 |
| ja   | Datei hochladen | Straßenbrücke HERIS-ID: 32175 Objekt-ID: 29239 | bei Ybbssteinbach 11 Standort KG: Ybbssteinbach          | Anmerkung: Die Brücke verbindet die Katastralgemeinden Ybbssteinbach und Göstling über den Steinbach. | BDA-Hist.: Q37946517 Status: § 2a Stand der BDA-Liste: 2025-06-30 Name: Straßenbrücke GstNr.: 366/5 |
| ja   | Datei hochladen | Stixlehener Vorderhammer, Hammerwerksruine HERIS-ID: 23415 Objekt-ID: 19768                                                                                        | Ybbssteinbach 14, in der Nähe Standort KG: Ybbssteinbach | Das im 17. Jahrhundert am Eingang in die Schlucht des Steinbachtals an dessen linkem Ufer errichtete und 1879 stillgelegte Hammerwerk war ein sogenannter „Zerrenhammer“, in dem das Roheisen schmiedbar gemacht („zerrennt“) wurde. Von der Anlage sind nur ein hoher Schornstein sowie eine Giebelmauer erhalten. | BDA-Hist.: Q37876341 Status: Bescheid Stand der BDA-Liste: 2025-06-30 Name: Stixlehener Vorderhammer, Hammerwerksruine GstNr.: 188/13 Stixlehener Vorderhammer, Hammerwerksruine |
| ja   | Datei hochladen | Forst-/Jagdhaus/Forstamtsgebäude HERIS-ID: 23411 Objekt-ID: 19764                                                                                                  | Ybbssteinbach 35 Standort KG: Ybbssteinbach              | | BDA-Hist.: Q37876303 Status: Bescheid Stand der BDA-Liste: 2025-06-30 Name: Forst-/Jagdhaus/Forstamtsgebäude GstNr.: .93 |
| BW   | Datei hochladen | Forst-/Jagdhaus/Forstamtsgebäude HERIS-ID: 23412 Objekt-ID: 19765                                                                                                  | Ybbssteinbach 36 Standort KG: Ybbssteinbach              | | BDA-Hist.: Q37876318 Status: Bescheid Stand der BDA-Liste: 2025-06-30 Name: Forst-/Jagdhaus/Forstamtsgebäude GstNr.: 339/3 |
| BW   | Datei hochladen | Forsthaus HERIS-ID: 23413 Objekt-ID: 19766 | Ybbssteinbach 40 Standort KG: Ybbssteinbach              | | BDA-Hist.: Q37876330 Status: Bescheid Stand der BDA-Liste: 2025-06-30 Name: Forsthaus GstNr.: .66/4 |